# Zandobbio
Zandobbio [ʣanˈdɔbːjo] (Zandòbe [zanˈdɔbɛ] in dialetto bergamasco) è un comune italiano di 2 701 abitanti della provincia di Bergamo in Lombardia. Situato sulla sinistra orografica del fiume Cherio, in Val Cavallina, dista circa 17 chilometri a est del capoluogo orobico.

## Geografia fisica

### Territorio
Questo paese, posizionato in una valletta laterale alla val Cavallina, si incunea fino al colle alla cui sommità è posto il Santuario di San Giovanni delle Formiche (che si trova in territorio di Foresto Sparso), ha origini che si spingono fino ai tempi dell'Impero Romano.

## Storia

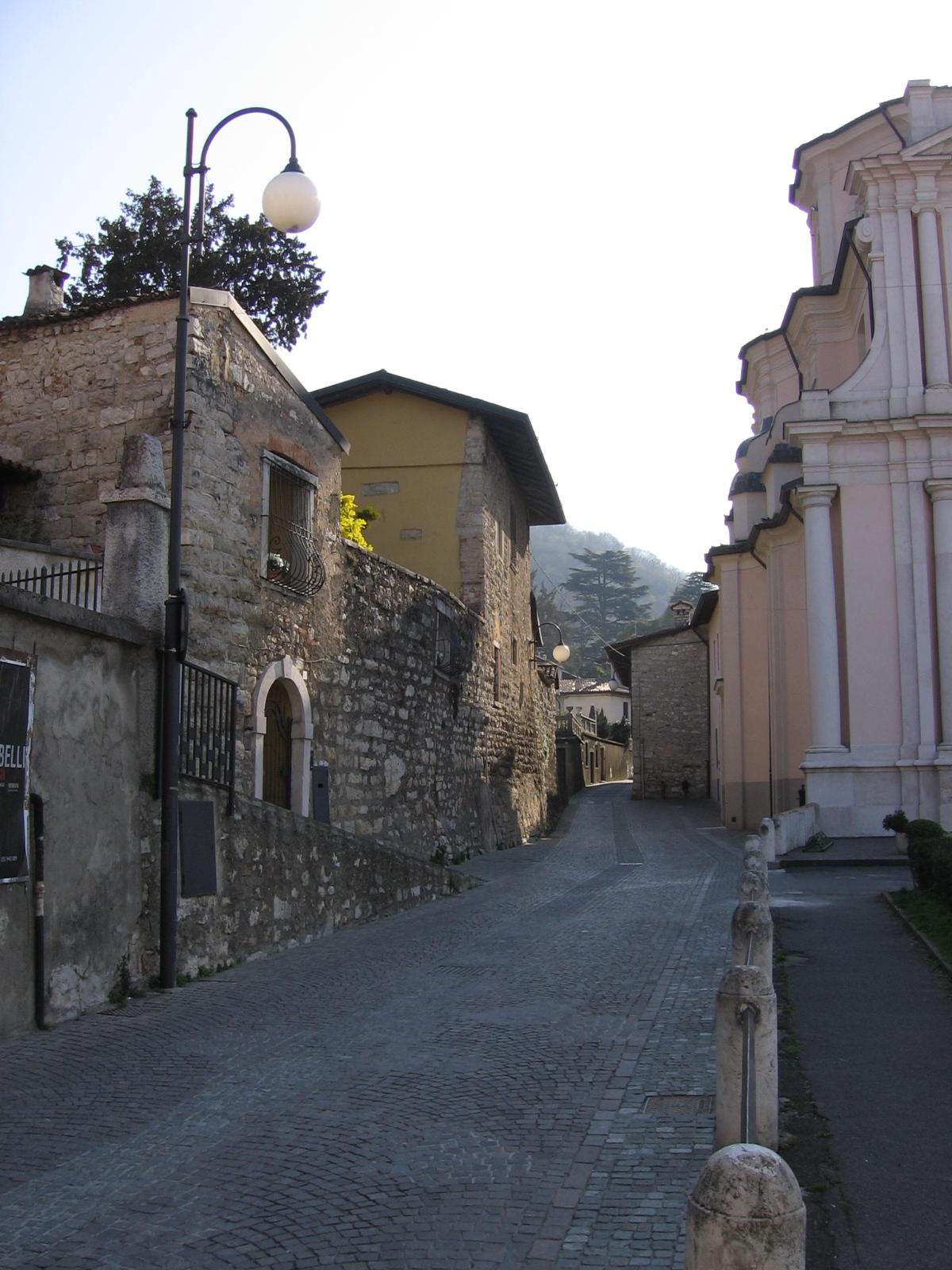
Il centro storico del paese

Già all'epoca dell'Impero Romano il paese aveva infatti acquisito una grande notorietà per via delle cave di dolomia bianca presenti sul proprio territorio, sfruttate già da allora.
La dolomia, di colore tra il bianco e il rosa, è stata utilizzata per la realizzazione di numerose opere, anche al di fuori dei confini nazionali, tra cui spiccano la Biblioteca Angelo Mai e la Porta San Giacomo, entrambe situate nella città di Bergamo.

### Simboli
Lo stemma e il gonfalone sono stati concessi con decreto del presidente della Repubblica del 27 giugno 1983.
La torre è simbolo del paese e delle sue vicende feudali; la colonna simboleggia la produzione dei rinomati marmi rosati estratti dalle montagne bergamasche; le spighe vogliono ricordare la dedizione all'attività agricola.
Il gonfalone è un drappo partito di giallo e di rosso.

## Monumenti e luoghi d'interesse
La chiesa parrocchiale locale, dedicata a San Giorgio, costruita nel XVI secolo e poi ristrutturata nel XVIII secolo da Giovan Battista Caniana, è ovviamente realizzata con il pregiato marmo locale. I fratelli scultori Andrea e Gian Giacomo Manni vi realizzarono l'altare maggiore e i due altari laterali intorno al 1725 circa.
Come in tutti i paesi limitrofi della Val Cavallina, il Medioevo ha lasciato segni tangibili nel borgo di Zandobbio: a esempio, la disposizione stessa del paese, che si sviluppa longitudinalmente e presenta resti di fortificazioni, tra cui una torre medievale situata proprio nel mezzo del centro abitato.
Ma l'opera architettonica di maggior rilievo è la chiesa di San Giorgio in Campis.

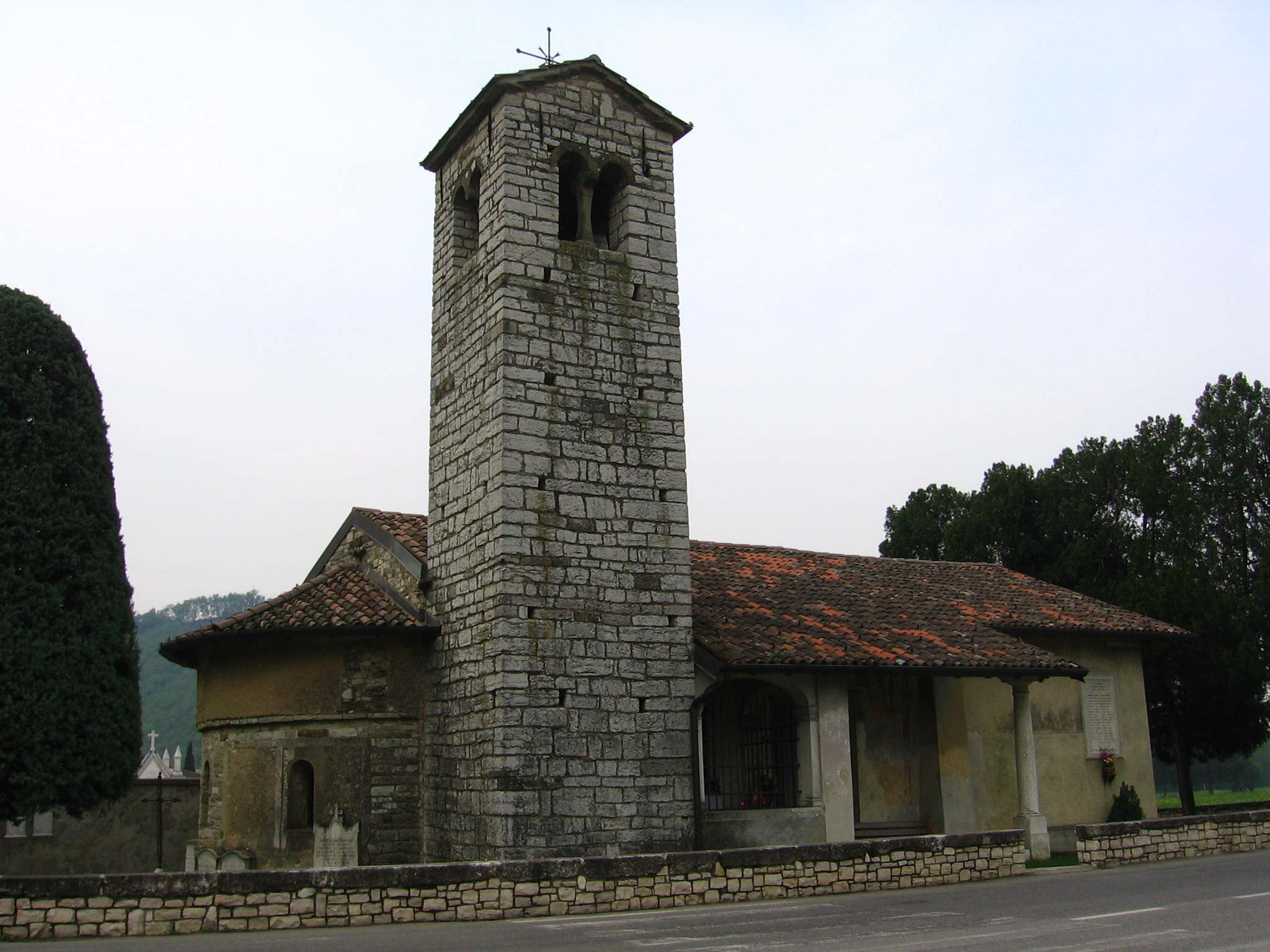
La chiesa di San Giorgio in Campis

Posta a margine del locale cimitero, la chiesa risale all'incirca all'XI secolo e, nonostante i numerosi rifacimenti, presenta ancora una struttura in stile romanico.
Le principali caratteristiche che identificano questo edificio sacro sono il suo soffitto a due archi, il pulpito, ma soprattutto il campanile a bifore e gli affreschi, in stile bizantino, attribuibili a un periodo compreso tra il X e l'XI secolo.
La sacrestia dell'edificio fu anche adibita, nel corso del XIX secolo, a camera mortuaria del cimitero stesso. Sono infatti state ritrovate iscrizioni funerarie e lapidi (sia incise che dipinte) risalenti al XV secolo.
Nel territorio comunale si può trovare anche la chiesa parrocchiale di Sant'Anna, in frazione Selva, edificata nel 1736. Nel 1961 la chiesa diventò sede della parrocchia, con decreto del vescovo di Bergamo, staccandosi da quella di Zandobbio.
Come nel vicino comune di Trescore Balneario, anche qui venne aperto uno stabilimento termale.
L'opera, costruita dal conte Guido Beroa e circondata da un parco di piante secolari, venne inaugurata all'inizio del XIX secolo, ed è stata dismessa nel corso del XX secolo. Purtroppo, da molti anni il complesso versa ormai in uno stato di completo abbandono, nonostante la rilevante posizione del luogo, situato proprio all'ingresso del paese e a poca distanza dalle terme di Trescore.

## Società

### Evoluzione demografica
Abitanti censiti

### Ricorrenze
- 23 aprile: Festa patronale di San Giorgio a Zandobbio: mercatino dell'artigianato e musica nel centro storico.
- 26 luglio: Festa patronale di Sant'Anna nella frazione Selva.

## Amministrazione
Sindaco, Mariangela Antonioli (lista civica) dall'8 giugno 2009
| Elezione   | Fine carica | Sindaco              | Lista                 | Voti | %     | Seggi | Note | Avversario                      | Lista avversario                     | Voti   | %          | Seggi |
| ---------- | ----------- | -------------------- | --------------------- | ---- | ----- | ----- | ---- | ------------------------------- | ------------------------------------ | ------ | ---------- | ----- |
| 12/06/2004 | 8/06/2009   | Marchesi Luigi       | Insieme per Zandobbio | 522  | 35.49 | 8     |      | Valenti MaurizioPlebani Pietro  | Lista civicaLega Nord                | 518431 | 35.2129.30 | 2     |
| 8/06/2009  | 26/05/2014  | Antonioli Mariangela | L'Altra Zandobbio     | 844  | 52.8  | 8     |      | Sergio VescoviWalter Cerimbelli | Insieme per ZandobbioPDL - Lega Nord | 432324 | 2720.2     | 2     |
| 26/05/2014 | 26/05/2019  | Antonioli Mariangela | L'Altra Zandobbio     | 1148 | 80.56 | 7     |      | Franco Calegari                 | Zandobbio paese vivo                 | 277    | 19.43      | 3     |
| 26/05/2019 | in carica   | Antonioli Mariangela | L'Altra Zandobbio     | 969  | 66,55 | 7     |      | Bordogna Damiano                | Il bene in comune                    | 487    | 33,45      | 3     |

## Sport
La principale società sportiva del Comune è il G.S.O. Zandobbio, operante nel calcio (la prima squadra milita in Terza Categoria), nella pallavolo, nel podismo e nel ciclismo.
Nella frazione Selva di Zandobbio sono cresciuti i gemelli Damiano e Cristian Zenoni, noti ex calciatori, cresciuti nelle file dell'Atalanta Bergamasca Calcio, società che li ha lanciati nel calcio professionistico.
Sempre nel calcio professionistico milita ora Simone Colombi, a sua volta lui cresciuto nel settore giovanile dell'Atalanta.